# Bob Cousy
Robert Joseph „Bob“ Cousy (* 9. August 1928 in New York City, New York) ist ein ehemaliger US-amerikanischer Basketballspieler und -trainer. Von 1950 bis 1963 spielte er in der US-Profiliga NBA für die Boston Celtics. Der 1,85 m große Cousy gilt neben Oscar Robertson, John Stockton und Magic Johnson als einer der besten Point Guards aller Zeiten und als bester Point Guard seiner Zeit.
Cousy ist Mitglied der Naismith Memorial Basketball Hall of Fame und wurde 1996 unter die 50 Greatest Players in NBA History gewählt.

## Karriere
Cousy, Sohn französischer Einwanderer, besuchte das College of the Holy Cross in Massachusetts mit einem Basketballstipendium. Er gewann mit den Crusaders 1947 die nationale Meisterschaft, spielte jedoch in dieser Saison noch keine große Rolle im Team. In den Folgejahren führte er das Team als All-American 1948 noch wenigstens ins Final Four und 1950 ins Elite Eight des NCAA-Turniers.
Cousy wurde bei der NBA-Draft 1950 von den Tri-Cities Blackhawks an dritter Stelle ausgewählt. Nach Unstimmigkeiten zwischen Cousy und den Blackhawks kam er auf Umwegen zu den Boston Celtics. Celtics-Coach Red Auerbach wollte Cousy zunächst nicht, erkannte sein Talent jedoch später und setzte von da auf ihn. Obwohl er anfangs auf Grund seiner ungewöhnlichen, weil spektakulären, Spielweise belächelt wurde, bewies Cousy sehr schnell sein außerordentliches Talent. Mit seinem Ballgefühl und seiner Spielübersicht war Cousy seiner Zeit weit voraus und den Gegenspielern jener Zeit überlegen. Cousy war zwischen 1953 und 1960 jedes Jahr bester Passgeber der NBA und gewährte die meisten Assists. Anfang der 1950er Jahre war er der beste Spieler der Liga, allerdings gab es zu dieser Zeit die MVP-Auszeichnung noch nicht. Erst 1957 wurde Cousy zum ersten und einzigen Mal mit dem NBA Most Valuable Player Award ausgezeichnet. Cousy wurde zwischen 1952 und 1961 jedes Jahr, also insgesamt zehnmal, ins All-NBA First Team gewählt. Er nahm an dreizehn All-Star Games teil und wurde zweimal (1954 und 1957) zum MVP eines All-Star Games gewählt.
Mit den Boston Celtics gewann Cousy als kongenialer Partner Bill Russells sechs Meisterschaften (1957, 1959–1963). 1954 gründete Cousy die Spielergewerkschaft National Basketball Players Association und war bis 1958 ihr erster Präsident. Nachdem er 1963 seine Karriere beendet hatte, versuchte er sich mit großem Erfolg als Coach am Boston College und 1970 mit mäßigem Erfolg sogar als Spieler-Trainer der Cincinnati Royals, die er bis zu ihrem ersten Jahr in Kansas City und Omaha nach ihrem Umzug dorthin trainierte.
Am 21. April 1971 wurde er als Spieler in die Naismith Memorial Basketball Hall of Fame aufgenommen. Er wurde 1996 anlässlich des fünfzigsten Jubiläums der NBA unter die 50 Greatest Players in NBA History (Die 50 größten Spieler der NBA-Geschichte) gewählt. Seine Hochschule versetzte seine Trikotnummer in den Ruhestand und auch die Boston Celtics werden die Rückennummer 14 nicht wieder vergeben.

## Nach dem Basketball
Nach seiner Basketballkarriere war er von 1974 bis 1979 Commissioner der American Soccer League. Danach wurde er Fernsehanalyst für die Spiele der Boston Celtics. Im Jahr 1994 spielte er die Rolle des Vic in William Friedkins Sportfilm Blue Chips. Ab 1999 arbeitete er für die Marketingabteilung der Celtics.
Im Jahr 2019 wurde Cousy durch den 45. US-Präsidenten Donald Trump mit der Presidential Medal of Freedom ausgezeichnet. In einem Interview mit dem Onlinemagazin der NBA in derselben Woche, sagte Cousy, dass er bei der Präsidentschaftswahl in den Vereinigten Staaten 2020 Trump wählen wird.